# Hellidens folkhögskola

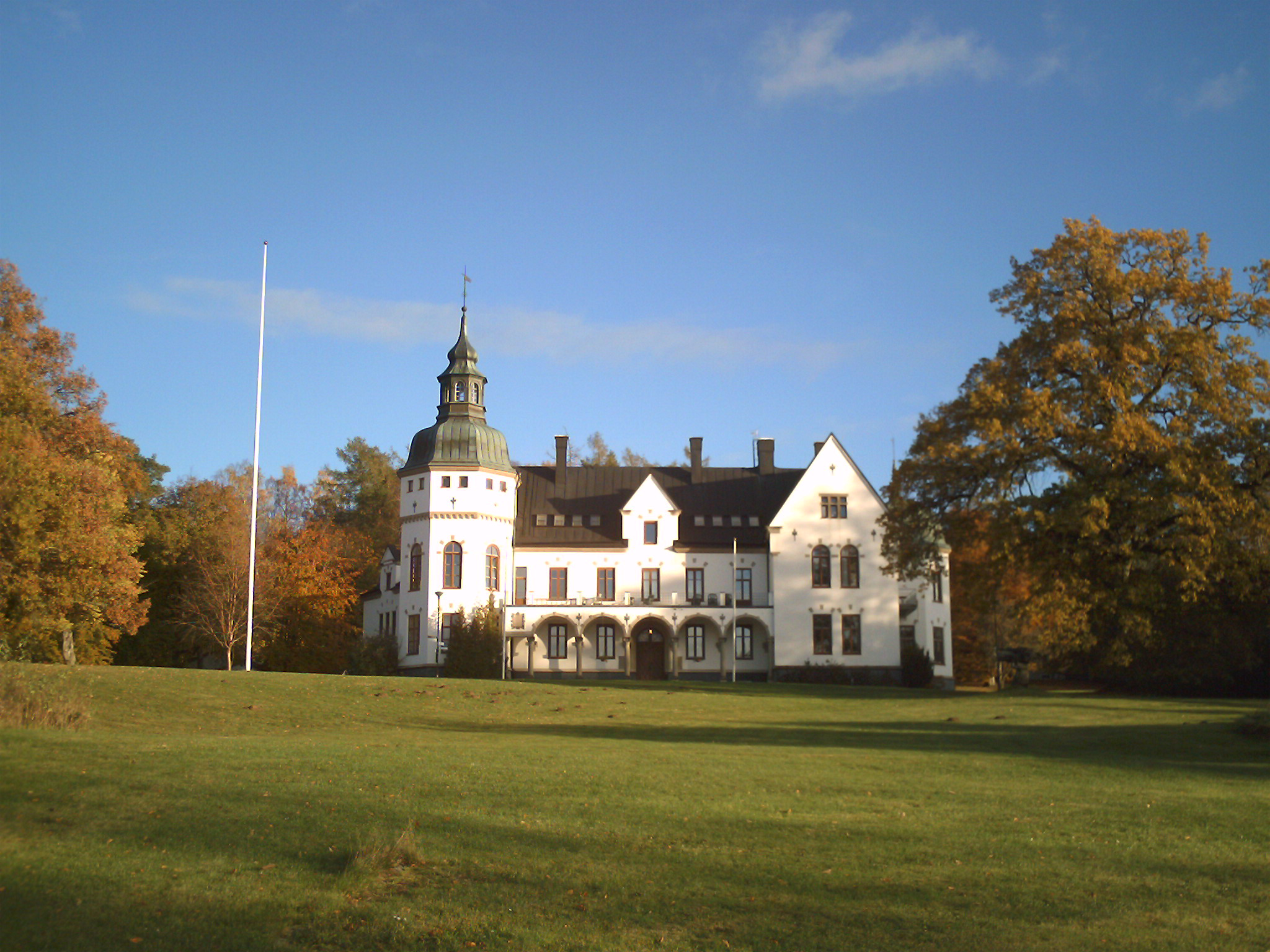
Hellidens slott.

Hellidens Folkhögskola ligger i Tidaholm och har utbildningar på plats i allmän kurs, smyckeskonst, keramik, textiltryck och grafisk formgivning. Skövde Konstskola i Rosa Huset i Skövde drivs som en filial. Skolan har också distanskurser: allmän kurs; en yrkesförberedande fördjupning i fri konst, konsthantverk och andra kreativa yrken; Keramik, utvecklingsår med handledning; hembygd; och skrivande. Skolan har också verksamhet vid Litografiska verkstaden i centrala Tidaholm  
På Hellidens slott bedrivs även verksamhet med restaurang, logi, kurser och konferenser. 
Skolan drivs sedan 1952 av Blåbandsrörelsen  genom Blåbandsrörelsens folkhögskoleförening och är inrymd i Hellidens slott.